# 悉檀
悉檀（羅馬化：Siddhānta，羅馬化：grub-mtha'），意譯為宗義，印度哲學用語，意指任何特定學派之中，其公認的主張、觀點。

## 釋義
悉檀（Siddhānta）的意思是「公認的觀點或學說，教義，公理，被接受或承認的真理，公認的經典在任何主題上的談論」，來自 siddha 悉達，形容詞：已完成的，已實現的；已達到最高目標，徹底熟練或精通。
慧遠在《大乘義章》卷二，釋「悉檀」為「宗」，或「成」，或「理」。眾多法門、教義的宗要、歸趨，稱為「宗」。根據教義說其宗要，義理無違，稱為「成」。諸法之理趣，稱為「理」。
窺基在《妙法蓮華經玄贊》卷四，釋「悉檀」為「宗」。澄觀在《大方廣佛華嚴經隨疏演義鈔》卷八十三說「悉檀」，諸三藏譯皆云「義宗」，具云「悉檀多」，並提到有人（指天台宗）解釋為「遍施」，是意釋（不拘字面而從意義上加以解釋）。
智雲在《妙經文句私志記》提到「悉檀」古來翻譯多濫辨，其正翻為「宗」，謂「義宗」，翻為「宗義」允矣。
藏傳佛教學者翻譯這個詞為“宗旨”。藏族學者嘉木樣·久美旺波在他著名的哲學寫作中提道：悉檀的詞源是“宗旨”：一個堅定的宗旨或意義，一旦從可靠的文本和推理而決定或者建立它後，並不會因為別的東西將它放棄。

## 四悉檀
四悉檀之說出自《大智度論》，一、世界悉檀、二、各各為人悉檀、三、對治悉檀、四、第一義諦悉檀，認為佛法有這四種悉檀的緣故，而是真實的。並且不是只有第一義悉檀是真實的，四悉檀各各有其真實。
天台宗將悉檀解釋為「遍施」，認為佛陀以此四法遍施眾生，故稱悉檀。主要意义为“称机说法”，認為佛陀針對眾生的根機，用這四種悉檀遍施一切眾生，利益一切眾生。

### 世界悉檀
世界悉檀，又称“樂欲悉檀”，即佛陀隨順世間法而阐明因緣和合的道理。

### 各各為人悉檀
各各為人悉檀，又称“生善悉檀”，即佛陀應眾生根機與能力不同，而解说各種出世的實踐法，令眾生起善根；即先觀察眾生稟賦与根器，再隨機說法，建立信心，循序渐进，善根滋長。

### 對治悉檀
對治悉檀，又稱“斷惡悉檀”，即佛陀針對眾生的貪、瞋、痴等煩惱，对症下药，使其滅除烦恼并摆脱惡業。

### 第一義悉檀
第一義悉檀，又称「入理悉檀」，導入真實理之悉檀，指佛陀以大乘般若實相的智慧，各种善巧方便度人，依最直接的、根本旨意來詮明佛法，令眾生破除疑惑，證明真理。

## 對天台宗釋義的批評
陳寅恪提到，“隋智者大師天台宗之祖師，解悉檀二字，錯得可笑。好在天台宗乃儒家五經正義二疏之體。說佛經，與禪宗之自成一派，與印度無關者相同，以不要緊也。…”以及“‘悉檀’乃是梵语Siddhānta之对音，楞伽注之言是也，其字从语根Sidh衍出。‘檀施’之‘檀’，乃Dana之对音，其字从语根Da衍出。二字绝无关涉，而中文译者，偶以同一之‘檀’字对音，遂致智者大师有此误解，殊可笑也”
陳寅恪所言之“誤解”，為智顗引其師南嶽慧思之言，出《法華玄義》：「釋名者，悉檀，天竺語。一云：此無翻，例如脩多羅多含；一云：翻為宗、成、墨、印、實、成就、究竟等，莫知孰是。⋯⋯南嶽師，例「大涅槃」，梵、漢兼稱。「悉」是此言，「檀」是梵語，悉之言遍，檀翻為施。佛以四法，遍施眾生，故言悉檀也。」